# Markus Glaser (Bischof)

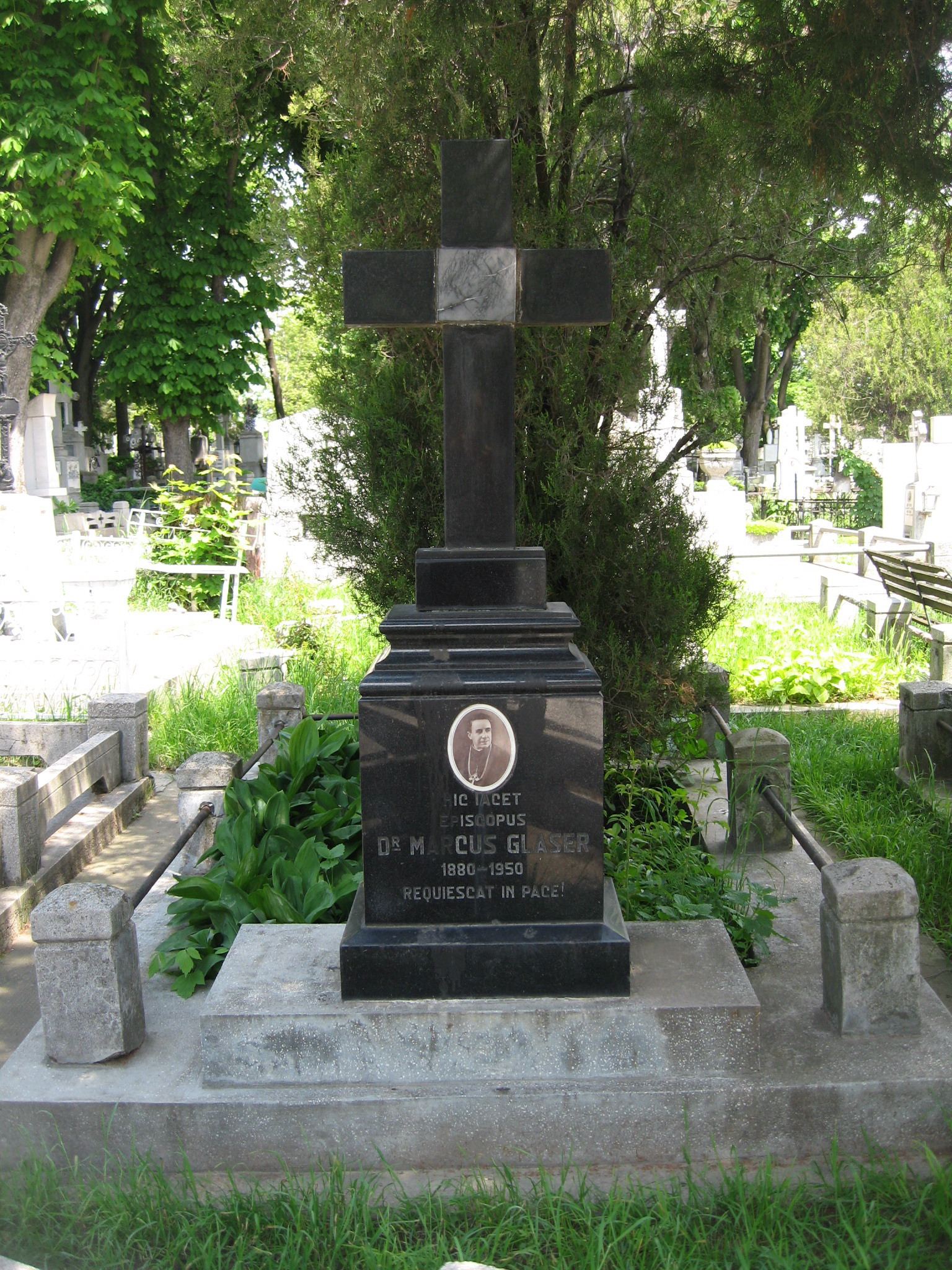
Grabstätte Markus Glaser, Friedhof „Eternitatea“ in Iași

Markus Glaser (* 25. April 1880 in Landau, heute Schyrokolaniwka, Oblast Mykolajiw, Ukraine; † 25. Mai 1950 in Iași) war ein deutschstämmiger römisch-katholischer Bischof und Apostolischer Administrator der Diözese Iaşi.

## Leben

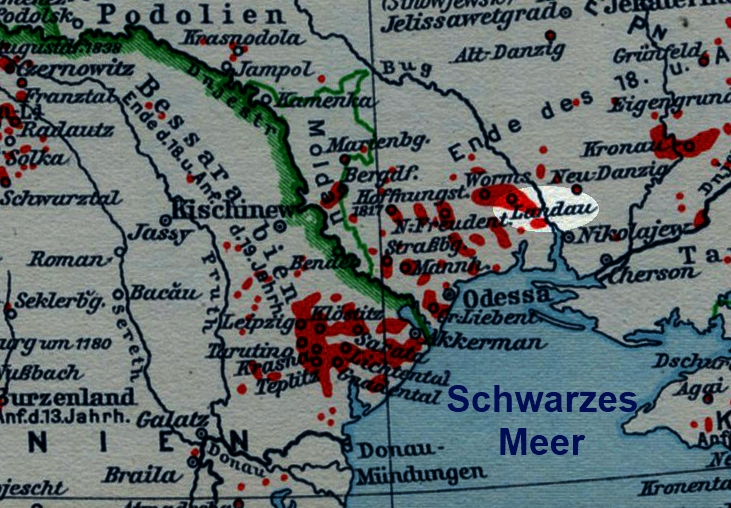
Landau (Schyrokolaniwka) am Oberlauf des Beresan

### Herkunft und Jugend
Markus Glaser wurde im katholischen Dorf Landau im Kolonistenbezirk Beresan geboren. Er war das vierte von sechs Kindern von Josef Glaser (* 10. Januar 1842 in Landau) und dessen Frau Anna Maria (geb. Kunz * 1845 in Landau). Glasers Urgroßeltern väterlicherseits Maria (* 1779) und Franz Glaser (* 1776) stammten aus Schönau im damaligen Kreis Pirmasens und seine Urgroßeltern mütterlicherseits aus Altenstadt im Kanton Weißenburg. 1809, nach den Verheerungen durch die Napoleonischen Kriege, folgten sie dem Aufruf Zar Alexanders I., das Gebiet am Steppenflüsschen Beresan zu besiedeln. Zusammen mit anderen Kolonisten gelangten sie über Böhmen, Schlesien, Mähren und Galizien bis zur Grenzstation Radzwillo. Von dort ging es über Odessa ins eigentliche Siedlungsgebiet, wo sie in der Liste der Mitbegründer von Landau sind.

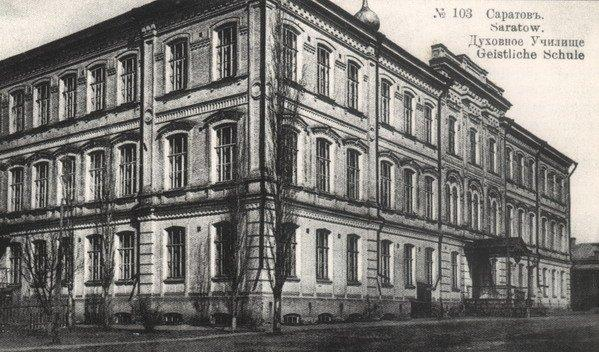
Seminar in Saratow um 1905

### Ausbildungsweg
Von 1887 bis 1892 besuchte Glaser die Kirchschule in Landau, wo er unter der Leitung seines Lehrers Christian Kunz gute Fortschritte machte. Im Anschluss daran erhielt Glaser von Kunz zwei Jahre Privatunterricht, um sich auf das Römisch-Katholische Knabenseminar in Saratow vorzubereiten. Nachdem er die zweite Jahresprüfung bestanden hatte, wurde er ins Seminar aufgenommen und schloss sein Studium im Juni 1897 ab. Noch im Herbst desselben Jahres begann Glaser seine theologischen und philosophischen Studien im Priesterseminar, die er 1900 beendete.
Am 4. Dezember 1900 kam er ins Collegium Germanicum et Hungaricum in Rom, wo er unter Pseudonymen leben musste, da die zaristischen Behörden keine Theologiestudien russischer Untertanen in Rom zulassen wollten. So galt Markus Glaser als Markus Frey.
Über Markus Glaser heißt es im Matrikelbuch, dass er bereits vor dem Seminareintritt Theologiestudent in Saratow gewesen war und bereits die Subdiakonatsweihe empfangen hatte; er habe das Pseudonym Markus Frey geführt und sei ins 1. Jahr der philosophischen Studien eingetreten; treten; der spätere Erzbischof von Mohilev habe ihn empfohlen.

“Glaser Marcus (pseyd.) Frey ex colonia Germanica in Russia meridionali dioec. Tiraspolensis, natus in Landau April 1880 legit. ex utroque parente catholico sicut et ipse. Studuit in semin. dioeces. et venit jam subdiaconus in Coll. 4. Dec. 1900 commend. ab Ill.mo et R.mo Comite Szembek, postea archiep. Mohilewiensi, applicat ad phil. I. anni Convictor, cum dispens. apostol. Dim. 21. Junii 1907 sacerdos (ad recipiendum sacerdotium simulque ad ulteriorem licentiam pro commemoratione in regione exterea sibi a Russiaco gubernio impetrandam anno 1905 ad aliquot menses in patriam debuit redire), Dr. phil et Dr. theol. Egregius vir, cum optimo ingenio magnum animi candorem, pietatem ac prudentiam felicissimo nexu in se unit.”

Um in Russland als Priester wirken zu dürfen, musste der Confratres majores die Priesterweihe im Zarenreich empfangen, wo er am 24. Juni 1905 (nach anderer Quelle am 26. Mai 1905) im Bistum Minsk durch Bischof Josef Alois Kessler die Priesterweihe empfing. Nach der Primiz kehrte er nach Rom zurück, um noch zum Doktor der Philosophie und Theologie zu promovieren. Ab 1907 stand er im Dienst seiner Heimatdiözese Tiraspol, wo er alsbald bis 1916 am Priesterseminar in Saratow als Professor und Rektor für Dogmatik wirkte. 1917, nach Ausbruch der Revolution, ging er als Pfarrer nach Chișinău in Bessarabien, das damals noch zum Russischen Reich gehörte, und wurde hier Dekan und Fürsprecher der dort lebenden Deutschen.

### Während des Ersten Weltkrieges
Durch Februar- und Oktoberrevolution brach für die Kirchen Russlands eine neue schwierige Phase an. Während es nach der Februarrevolution den Eindruck von Erleichterungen für die katholische Kirche gab, war die Sowjetmacht nach der Oktoberrevolution jeder Erscheinungsform von Religion feindlich gesinnt, die zu bekämpfen war.
Markus Glaser reiste nach der Februarrevolution nach Deutschland, um „mit dem damaligen Reichskanzler und dem Apostolischen Nuntius wegen der Rückkehr der Russlanddeutschen in das Reich zu verhandeln“. 1918 gehörte er zusammen mit Pastor Immanuel Winkler zum Vertrauensrat der deutschen Kolonisten des Schwarzmeergebietes.
Die Novemberrevolution von 1918/19 und der Untergang des Deutschen Kaiserreiches verhinderte sowohl die Pläne jener Russlanddeutschen, die nach Deutschland hätten ausreisen wollen, als auch Glasers Rückkehr nach Russland. So wandte er sich nach Iaşi, in die damalige provisorische Hauptstadt Rumäniens, wo es ebenfalls eine größere Anzahl deutschsprachiger Dörfer gab.
Am 5. Februar 1924 wurde Markus Glaser von Papst Pius XI. zum Päpstlichen Kammerherren und am 31. Oktober 1930 zum „Ehrenprälaten Seiner Heiligkeit“ ernannt.

### Während des Zweiten Weltkrieges
Am 1. September 1939 wurde er Rektor des Priesterseminars in Iași. Am 15. November 1941 wurde „Prälat Dr. Markus Glaser aus Chișinău“ „zum Leiter der katholischen Mission in dem besetzten Gebiet (Bessarabien und Transnistrien) ernannt und nach 10 Tagen wurde Prälat Glaser Apostolischer Visitator von Transnistrien“ Bei seiner Ankunft in Odessa musste er feststellen, dass von den 150 Priestern der ehemaligen Diözese Tiraspol nur drei die kommunistische Verfolgungen überlebt hatten. Unter der Leitung Glasers wurde die katholische Mission in Transnistrien weiter aufgebaut.
Am 26. Juli 1942 wurde Markus Glaser Superior der katholischen Mission in Transnistrien mit Sitz in Odessa und am 25. Juli 1943 von Papst Pius XII. zum Titularbischof von Caesaropolis ernannt.

„An die Spitze der katholischen Mission von Transnistrien, die ihren Sitz in Odessa hatte, wurde im Juli 1942 Mons. Glaser als Apostolischer Visitator berufen, der im Juni 1943 Titularbischof wurde…“

Die Bischofsweihe spendete ihm am 25. Juli 1943 der Apostolische Nuntius in Rumänien Erzbischof Andrea Cassulo, Mitkonsekratoren waren Alexandru Theodor Cisar, der Erzbischof von Bukarest, und Mihai Robu, der Bischof von Iași. Markus Glaser wurde nach der Bischofsweihe auch zum Apostolischen Visitator für Südrussland, die Krim und den Kaukasus ernannt. Aber schon 1944 musste er das ihm anvertraute Gebiet verlassen, denn die Rote Armee eroberte samt Transnistrien alle Lande, auf die sich seine Zuständigkeit hätte erstrecken sollen, zurück.

### Nachkriegszeit
Nach dem Tod von Bischof Mihai Robu (September 1944) ernannte Papst Pius XII. Markus Glaser zum Apostolischen Administrator des Bistums Iași. Es gelang ihm, das Priesterseminar wieder zu öffnen und junge Männer für den Priesterberuf auszubilden. Mit Ernennung des neuen Bischofs Anton Durcovici und Inthronisation am 14. April 1948 endete sein Amt. Der neue Bischof berief ihn zu seinem Generalvikar. Nachdem am 1. Januar 1948 das sowjetisch besetzte Rumänien zur „Volksrepublik“ umgestaltet worden war, wurde Bischof Durcovici, wie auch die anderen katholischen Bischöfe Rumäniens, am 26. Juni 1949 verhaftet. Glaser musste erneut das Amt des Administrators übernehmen, bis er nach mehreren Verhören durch den rumänischen Geheimdienst Securitate im Mai 1950 verhaftet wurde. Bischof Markus Glaser starb am 25. Mai 1950 nach qualvollen Verhören im Gefängnis durch einen Herzschlag und wurde auf dem Friedhof „Eternitatea“ in Iași begraben.

## Würdigung
Die katholische Kirche hat Bischof Dr. Dr. Markus Glaser im Jahr 1999 als Glaubenszeugen in das deutsche Martyrologium des 20. Jahrhunderts aufgenommen.